# Julio Velázquez Santiago
}}
Julio Velázquez Santiago (Salamanca, 5 d'octubre de 1981) és un entrenador de futbol espanyol.
Ha entrenat diversos equips, principalment de la segona divisó espanyola. Va dirigir el Vila-real Club de Futbol entre juny de 2012 i gener de 2013.